# 葉存仁
葉存仁（1710年—1764年），湖北江夏人，清代官員。雍正十二年任補江蘇銅山縣知縣，乾隆元年任邳睢河務同知，十一年，遭葦蕩營叁將韓烈揭報糜帑玩工，經署漕運總督劉統勳等審理，遞烈職，十二年遷安徽按察使，十六年二月遷浙江布政使，十九年二月刑部尚書劉統勳查南河道庫錢糧，並奏劾歷任道員侵欺錢糧，存仁故而遭牽連免去職位。後又授予河南布政使，二十年又因浙江任失察侵欺一事，降補河南按察使，二十二年六月授廣西布政使。

## 成就
在雍正、乾隆年間多次為勘查水利及其工程做出貢獻，如築土壩、疏通河川、增設護城河等建議，皆被採納。